# リッジレーサー (PlayStation Vita)
『リッジレーサー』（Ridge Racer）は、バンダイナムコゲームス（ナムコブランド・後のバンダイナムコエンターテインメント）より2011年12月17日に発売されたPlayStation Vita専用レースゲームである。日本国内において、『リッジレーサーズ』シリーズを含めるとコンシューマーゲームの『リッジレーサー』シリーズの第11弾にあたる。PlayStation Vitaのローンチタイトルのひとつとして発売。リッジレーサーシリーズ初のパッケージ版・ダウンロード版同時発売でもある。アメリカ・ヨーロッパでは2012年2月22日に発売。

## モード
ここでは、メインメニューの左側から表示されている順に紹介する。<>で括った項目はインターネットに接続することで利用できる。
- OPTION:操作方法や在住地域の設定などを行う。
- <HERO INTERVIEW>:レースで優勝したプレイヤーのうち、ヒーローインタビューを受けたユーザーのコメントをみたり、フレンド申請をすることができる。
- AV PLAYER:BGMとともに、コースを走る様子を見ることができる。
- TROPHY:ゲーム内で獲得したトロフィーを獲得時系列順に見ることができる。
- <RANKING BROWSER>:チーム内での獲得賞金ランキングなど様々なランキングを見ることができる。
- STATUS:自分の戦績などを見ることができる。オンライン接続することで詳細情報を確認できる。
- <TEAM VISION>:前日までのチーム別順位などを見ることができる。
- GARAGE:車のボディカラーやマシン設定などを行う。
- <WORLD RACE>:ゴーストバトル、インターネットバトル、Face to Faceバトルの3種類がある。詳細は後述。
- DUEL RACE:ある条件を満たすことで出現するモード。デビルカーとの直接対決をする。詳細は後述「小悪魔化」を参照。
- SPOT RACE:COMと計8台による対戦モード。
- TIME ATTACK:最大30周のうち1周の最速タイムを競うラップタイムアタックと、3周合計のタイムを競うトータルタイムアタックがある。

## ダウンロードコンテンツ
追加コースやマシン、BGMなどがPlayStation Storeからダウンロードできる。毎週水・木曜日更新。

各コース、マシンなどはそれぞれ1つずつから購入することができるが。複数のデータをダウンロードしたい時は「リッジレーサーパス」と呼ばれる前売り券を購入することで、割安で手に入れることができる。ただし、パスを購入した時点で、対応データを全てダウンロードできるわけではなく、配信日時点で公開されている対応データのみ無料でダウンロードできる。

2012年3月14日より、同社のゲーム「THE IDOLM@STER」とコラボしたマシンや楽曲（すべて原曲ループのボーカルつき）が配信されており、こちらも「リッジレーサー　iM@Sパス」と銘打って、前売り券を購入することができる。また、セガのレースゲーム「デイトナUSA」とのコラボも実施しており、エクストラマシンとしてHORNETが参戦・配信されている。

## コース

### 初期収録コース
- Harborline 765（ハーバーライン765）
- Highland Cliffs（ハイランドクリフ）
- Southbay Docks（サウスベイドックス）

### ダウンロードコンテンツコース
2012年2月より順次追加コースを有料販売。
- Old Central （オールドセントラル）
- Sunset Heights （サンセットハイツ）
- Lost Ruins （ロストルーインズ）
- Oceanfront Cruise Way （オーシャンフロントクルーズウェイ）
- Redstone Thunder Road （レッドストーンサンダーロード）
- Silver Mountain Skyway （シルバーマウンテンスカイウェイ）

## メーカー&マシン

### 初期収録車
- KAMATA SYNCi（カマタ シンキ）
- KAMATA FIERA（カマタ フィエラ）
- SOLDAT RAUNA（ソルダ ラウナ）
- HIMMEL EO（ヒンメル イーオー）
- ASSOLUTO BISARGENTO （アッソルート ビサージェント）

### ダウンロードコンテンツマシン
2012年2月より順次追加車種を有料販売。
- ASSOLUTO PROMESSA （アッソルート プロメッサ）
- AGE-SOLO ELENIE （アージュ・ソロ エルニエ）
- GNADE DIGNISTAR （グナーデ・ディグニスター）
- ASSOLUTO FATALITA （アッソルート ファタリタ）
- SOLDAT MELTFIRE （ゾルダ メルトファイア）
- KAMATA RC410 （カマタ アールシーヨンイチマル）
- LUCK&WILD EVOLVER （ラッキーアンドワイルド イヴォルヴァー）
- LUCK&WILD WISDOM （ラッキーアンドワイルド ウィズダム）
- SEGA HORNET （セガ ホーネット）[3]

### スペシャルマシン
- SOLDAT CRINALE （ソルダ・クリナーレ）
- ZIHUA ARCHANGEL （ジーファ アークエンジェル）

## WORLD RACE
- ゴーストバトル:オフラインでもできる「ゲーム標準搭載ゴースト」、オンラインから他のユーザーのゴーストをダウンロードし対戦する「グローバルゴースト」、GPSによる現在地付近のゴーストと対戦するnearゴーストがある。前者2つはレース終了後自分の記録をネットワーク上に公開することができる（任意）。後者はnearデータとして公開することができる（任意）。
- インターネットバトル:最大8人までと同時に対戦する。各ルームのホストプレイヤーは、ニトロの使用可否、2位以降の車の走行性能補正などの設定が行える。
- face to faceバトル:アドホックモードによるローカル対戦

## チーム
ゲーム開始時にプレイヤーはオンラインによるチームに加入しなければならない。チームは「Circlite Racing」「Trianchor Alliance」「Xealot Motorsport」「Squaris GP」の4チームあり、それぞれ○、△、×、□をかたどったアイコンとなっている。
24時間毎にチームによる対戦があり1vs1や2vs2、1vs3といったチーム編成で勝利数で対戦する。所属チームメンバーにレースに勝利することで、チームとしてのポイントを獲得できる。

## 小悪魔化
特定の条件を満たすことで、永瀬麗子を小悪魔化することができる。小悪魔化すると、メニュー画面での背景が赤く変化し、永瀬の見た目も変化する。
また、「DUEL RACE」と呼ばれるモードも出現。ここではデビルカー2台（CRINALEとARCHANGEL）と直接対決ができる。
最初は対CRINARE戦のみ選択でき、初期収録コース3種類（逆走）で1vs1のバトルをする。3コース全てにおいて勝利すると、デビルカー2台目（ARCHANGEL）と対戦できる上に、CRINAREを自車として使用できる。対ARCHANGEL戦では、初期収録コース3種類（順走）で1vs1のバトル。こちらも全てのコースで勝利するとARCHANGELを使用できると共に、OPTIONに通常モード/小悪魔モード切り替えボタンが現れる。尚、DUEL RACEは小悪魔化していないと選択できない。
デビルカーとバトルの際、既にデビルカーを倒した他プレイヤーの力を借りる事もできる。最初の2週をゴーストデータで走行し、最後の1週のみ自分で走行する。この場合、使用車種、プラグインユニットはゴーストデータのものになる。また、自分と同じチームのゴーストデータのみ使用可能。

## ソフトウェアアップデート
最新バージョンでないと、サーバーに接続できない。また、アドホック対戦時は同じバージョン同士でないと通信できない。
- バージョン1.00

初期収録バージョン
- バージョン1.01(2011年12月)

オンライン対戦時の不具合を修正。
- バージョン1.02(2012年2月)

「インターネットバトル」「Face to Faceバトル」でレース開始前のロード中の表示にスターティンググリッドを追加。
「インターネットバトル」「Face to Faceバトル」でレース中の表示に1位～3位のユーザー名・チームアイコンを追加。
「ランキングブラウザー」「チームビジョン」「マシン強化マップ」での表示を一部変更。
追加コンテンツの適用による動作の安定性の向上。
本体のシステム言語が日本語以外の場合、ゲーム内のメッセージを英語で表示するよう変更。
など
- バージョン1.03(2012年2月)

「インターネットバトル」でルーム選出条件の変更（NATの組み合わせなどでマッチングが完全にできない場合、初めからマッチングしないようにした）。
システムの不具合を修正。
レース中の描絵処理の安定性を向上。
など

## RIDGE RACER 2011 E3 INTERACTIVE DEMO
- E3で発表されたデモバージョン。Vita版の発売を記念して2011年12月22日に無料配信された。
- レースやタイムアタックなどはプレイ出来ないが液晶のタッチパネルや各種ボタンを押すことにより流れている映像や音楽にエフェクトがかかりまるでDJやVJになったような気分が味わえる